# Passiflora edmundoi
Passiflora edmundoi je biljna vrsta iz porodice Passifloraceae. Domovina joj je zapadni Brazil.
Slična je Passiflori kermesini.
Ime je dobila po Edmundu Pereiri, koji je prikupio primjerke ove biljke.